# Castelnau-de-Mandailles
Castelnau-de-Mandailles är en kommun i departementet Aveyron i regionen Occitanien i södra Frankrike. Kommunen ligger  i kantonen Espalion som ligger i arrondissementet Rodez. År 2022 hade Castelnau-de-Mandailles 567 invånare.

## Befolkningsutveckling
Antalet invånare i kommunen Castelnau-de-Mandailles
Referens: INSEE